# Nataša Zvereva
Natal’ja Maratovna Zvereva, detta Nataša o Natasha Zvereva (in russo Наталья Маратовна Зверева?; in bielorusso Наталля Маратаўна Зверава?, Natallja Marataŭna Zverava; Minsk, 16 aprile 1971), è una tennista sovietica con cittadinanza bielorussa dal 1992.
Fu la prima atleta sovietica di primo piano a rivendicare pubblicamente la possibilità di gestire in proprio i guadagni derivanti dalla pratica sportiva in ambito professionistico.
Fu una grande specialista del doppio, vincendo in tutto 20 prove del Grande Slam. La coppia da lei formata con la portoricana Gigi Fernández è infatti seconda solo a quella composta da Martina Navrátilová e Pam Shriver come numero di vittorie nel circuito.

## Carriera

### Junior
Ha avuto un'eccezionale carriera a livello giovanile: nel 1986 vince Wimbledon ed è finalista nel doppio; l'anno successivo conquista sia il Roland Garros che Wimbledon in entrambe le discipline e vince in singolare gli US Open e l'Orange Bowl.

### Professionista
Nel 1988, la prima stagione in cui lascia perdere i tornei giovanili, raggiunge la finale dell'Open di Francia eliminando sulla sua strada le più quotate Martina Navrátilová ed Helena Suková. La finale viene tuttavia ricordata come la più corta di sempre: difatti, Steffi Graf che nell'anno otterrà il Golden Slam chiude il match con un doppio 6-0 in appena trentaquattro minuti.
In singolare non otterrà altre finali Slam. Raggiunge altri sei quarti di finale e una semifinale a Wimbledon 1998. Ben diversi i risultati nel doppio, specialità in cui conquista complessivamente diciotto titoli del Grande Slam, vincendo almeno tre volte ciascuno dei quattro tornei, a cui vanno sommati due Australian Open vinti nel doppio misto.
Ha vinto la medaglia di bronzo nel doppio alle Olimpiadi di Barcellona del 1992 in coppia con Leila Meskhi.
Complessivamente in carriera ha vinto ottantasei tornei WTA: quattro come singolarista, ottanta in doppio e due nel doppio misto.
Nel 2010 Natalia Zvereva e la sua compagna di doppio Gigi Fernández, con cui ha vinto in carriera 14 tornei del Grande Slam, sono ufficialmente entrate nella International Tennis Hall of Fame.

## Statistiche

### Finali nei tornei del Grande Slam

#### Singolare

##### Finali perse (1)
| Anno | Torneo                  | Superficie  | Avversaria in finale | Punteggio |
| 1988 | Open di Francia, Parigi | Terra rossa | Steffi Graf          | 6–0, 6–0  |

#### Doppio

##### Vittorie (18)
| Anno | Torneo                          | Superficie  | Compagna       | Avversarie in finale                      | Punteggio        |
| 1989 | Open di Francia, Parigi (1)     | Terra rossa | Larisa Neiland | Steffi Graf Gabriela Sabatini             | 6–4, 6–4         |
| 1991 | Torneo di Wimbledon, Londra (1) | Erba        | Larisa Neiland | Gigi Fernández Jana Novotná               | 6–4, 3–6, 6–4    |
| 1991 | US Open, New York (1)           | Cemento     | Pam Shriver    | Jana Novotná Larisa Neiland               | 6–4, 4–6, 7–6(5) |
| 1992 | Open di Francia, Parigi (2)     | Terra rossa | Gigi Fernández | Conchita Martínez Arantxa Sánchez Vicario | 6–3, 6–2         |
| 1992 | Torneo di Wimbledon, Londra (2) | Erba        | Gigi Fernández | Jana Novotná Larisa Neiland               | 6–4, 6–1         |
| 1992 | US Open, New York (2)           | Cemento     | Gigi Fernández | Jana Novotná Larisa Neiland               | 7–6(4), 6–1      |
| 1993 | Australian Open, Melbourne (1)  | Cemento     | Gigi Fernández | Pam Shriver Elizabeth Smylie              | 6–4, 6–3         |
| 1993 | Open di Francia, Parigi (3)     | Terra rossa | Gigi Fernández | Jana Novotná Larisa Neiland               | 6–3, 7–5         |
| 1993 | Torneo di Wimbledon, Londra (3) | Erba        | Gigi Fernández | Jana Novotná Larisa Neiland               | 6–4, 6(9)–7, 6–4 |
| 1994 | Australian Open, Melbourne (2)  | Cemento     | Gigi Fernández | Patty Fendick Meredith McGrath            | 6–3, 4–6, 6–4    |
| 1994 | Open di Francia, Parigi (4)     | Terra rossa | Gigi Fernández | Lindsay Davenport Lisa Raymond            | 6–2, 6–2         |
| 1994 | Torneo di Wimbledon, Londra (4) | Erba        | Gigi Fernández | Jana Novotná Arantxa Sánchez Vicario      | 6–4, 6–1         |
| 1995 | Open di Francia, Parigi (5)     | Terra rossa | Gigi Fernández | Jana Novotná Arantxa Sánchez Vicario      | 6(6)–7, 6–4, 7–5 |
| 1995 | US Open, New York (3)           | Cemento     | Gigi Fernández | Brenda Schultz Rennae Stubbs              | 7–5, 6–3         |
| 1996 | US Open, New York (4)           | Cemento     | Gigi Fernández | Jana Novotná Arantxa Sánchez Vicario      | 1–6, 6–1, 6–4    |
| 1997 | Australian Open, Melbourne (3)  | Cemento     | Martina Hingis | Lindsay Davenport Lisa Raymond            | 6–2, 6–2         |
| 1997 | Open di Francia, Parigi (6)     | Terra rossa | Gigi Fernández | Mary Joe Fernandez Lisa Raymond           | 6–2, 6–3         |
| 1997 | Torneo di Wimbledon, Londra (5) | Erba        | Gigi Fernández | Nicole Arendt Manon Bollegraf             | 7–6(4), 6–4      |

##### Finali perse (13)
| Anno | Torneo                          | Superficie  | Compagna          | Avversarie in finale                 | Punteggio        |
| 1988 | Torneo di Wimbledon, Londra (1) | Erba        | Larisa Neiland    | Steffi Graf Gabriela Sabatini        | 6–3, 1–6, 12–10  |
| 1989 | Torneo di Wimbledon, Londra (2) | Erba        | Larisa Neiland    | Jana Novotná Helena Suková           | 6–1, 6–2         |
| 1990 | Open di Francia, Parigi (1)     | Terra rossa | Larisa Neiland    | Jana Novotná Helena Suková           | 6–4, 7–5         |
| 1991 | Open di Francia, Parigi (2)     | Terra rossa | Larisa Neiland    | Gigi Fernández Jana Novotná          | 6–4, 6–0         |
| 1995 | Australian Open, Melbourne (1)  | Cemento     | Gigi Fernández    | Jana Novotná Arantxa Sánchez Vicario | 6–3, 6(3)–7, 6–4 |
| 1995 | Torneo di Wimbledon, Londra (3) | Erba        | Gigi Fernández    | Jana Novotná Arantxa Sánchez Vicario | 5–7, 7–5, 6–4    |
| 1996 | Open di Francia, Parigi (3)     | Terra rossa | Gigi Fernández    | Lindsay Davenport Mary Joe Fernández | 6–2, 6–1         |
| 1997 | US Open, New York (1)           | Cemento     | Gigi Fernández    | Lindsay Davenport Jana Novotná       | 6–3, 6–4         |
| 1998 | Australian Open, Melbourne (2)  | Cemento     | Lindsay Davenport | Martina Hingis Mirjana Lučić         | 6–4, 2–6, 6–3    |
| 1998 | Open di Francia, Parigi (4)     | Terra rossa | Lindsay Davenport | Martina Hingis Jana Novotná          | 6–1, 7–6         |
| 1998 | Torneo di Wimbledon, Londra (4) | Erba        | Lindsay Davenport | Martina Hingis Jana Novotná          | 6–3, 3–6, 8–6    |
| 1998 | US Open, New York (2)           | Cemento     | Lindsay Davenport | Martina Hingis Jana Novotná          | 6–3, 6–3         |
| 1999 | Australian Open, Melbourne (3)  | Cemento     | Lindsay Davenport | Martina Hingis Anna Kurnikova        | 7–5, 6–3         |

#### Doppio misto

##### Vittorie (2)
| Anno | Torneo                         | Superficie | Compagno   | Avversari in finale      | Punteggio           |
| 1990 | Australian Open, Melbourne (1) | Cemento    | Jim Pugh   | Zina Garrison Rick Leach | 4–6, 6–2, 6–3       |
| 1995 | Australian Open, Melbourne (2) | Cemento    | Rick Leach | Gigi Fernández Cyril Suk | 7–6(4), 6(3)–7, 6–4 |

##### Finali perse (2)
| Anno | Torneo                          | Superficie | Compagno | Avversari in finale              | Punteggio   |
| 1990 | US Open, New York (1)           | Cemento    | Jim Pugh | Elizabeth Smylie Todd Woodbridge | 6–4, 6–2    |
| 1991 | Torneo di Wimbledon, Londra (1) | Erba       | Jim Pugh | Elizabeth Smylie John Fitzgerald | 7–6(4), 6–2 |

### Risultati in progressione
| Sigla | Risultato               |
| ----- | ----------------------- |
| V     | Vincitore               |
| F     | Finalista               |
| SF    | Semifinalista           |
| O     | Oro olimpico            |
| A     | Argento olimpico        |
| SF    | Bronzo olimpico         |
| QF    | Quarti di Finale        |
| 4T    | Quarto turno            |
| 3T    | Terzo turno             |
| 2T    | Secondo turno           |
| 1T    | Primo turno             |
| RR    | Round Robin             |
| LQ    | Turno di qualificazione |
| A     | Assente                 |
| ND    | Non disputato           |

| Legenda superfici    |
| -------------------- |
| Cemento              |
| Terra battuta        |
| Erba                 |
| Superficie variabile |

#### Singolare nei tornei del Grande Slam
| Torneo          | 1987 | 1988 | 1989 | 1990 | 1991 | 1992 | 1993 | 1994 | 1995 | 1996 | 1997 | 1998 | 1999 | 2000 | 2001 | 2002 |
| --------------- | ---- | ---- | ---- | ---- | ---- | ---- | ---- | ---- | ---- | ---- | ---- | ---- | ---- | ---- | ---- | ---- |
| Australian Open | A    | A    | A    | 2T   | 4T   | 2T   | 3T   | 1T   | QF   | 1T   | 3T   | 3T   | 3T   | 2T   | A    | A    |
| Open di Francia | 3T   | F    | 1T   | 4T   | 2T   | QF   | 4T   | 4T   | 1T   | 3T   | 4T   | 2T   | 2T   | 4T   | A    | A    |
| Wimbledon       | 4T   | 4T   | 3T   | QF   | 2T   | QF   | QF   | 1T   | 3T   | 2T   | 1T   | SF   | 2T   | 2T   | A    | 1T   |
| US Open         | 3T   | 1T   | 4T   | 2T   | 4T   | 3T   | QF   | A    | 4T   | 3T   | 3T   | 2T   | 2T   | A    | A    | A    |

#### Doppio nei tornei del Grande Slam
| Torneo          | 1987 | 1988 | 1989 | 1990 | 1991 | 1992 | 1993 | 1994 | 1995 | 1996 | 1997 | 1998 | 1999 | 2000 | 2001 | 2002 |
| --------------- | ---- | ---- | ---- | ---- | ---- | ---- | ---- | ---- | ---- | ---- | ---- | ---- | ---- | ---- | ---- | ---- |
| Australian Open | A    | A    | A    | QF   | QF   | SF   | V    | V    | F    | QF   | V    | F    | F    | 2T   | A    | A    |
| Open di Francia | A    | 3T   | V    | F    | F    | V    | V    | V    | V    | F    | V    | F    | QF   | 3T   | A    | 1T   |
| Wimbledon       | 1T   | F    | F    | SF   | V    | V    | V    | V    | F    | SF   | V    | F    | SF   | SF   | A    | 2T   |
| US Open         | 1T   | 2T   | QF   | SF   | V    | V    | SF   | SF   | V    | V    | F    | F    | 3T   | A    | A    | 3T   |

#### Doppio misto nei tornei del Grande Slam
| Torneo          | 1987 | 1988 | 1989 | 1990 | 1991 | 1992 | 1993 | 1994 | 1995 | 1996 | 1997 | 1998 | 1999 | 2000 | 2001 | 2002 |
| --------------- | ---- | ---- | ---- | ---- | ---- | ---- | ---- | ---- | ---- | ---- | ---- | ---- | ---- | ---- | ---- | ---- |
| Australian Open | A    | A    | A    | V    | QF   | QF   | SF   | 1T   | V    | A    | A    | QF   | A    | QF   | A    | A    |
| Open di Francia | A    | A    | A    | A    | A    | QF   | QF   | 2T   | 2T   | A    | A    | 2T   | A    | 2T   | A    | A    |
| Wimbledon       | A    | A    | A    | 1T   | F    | 3T   | SF   | A    | 3T   | A    | A    | A    | A    | A    | A    | 1T   |
| US Open         | A    | A    | 2T   | F    | 1T   | A    | QF   | A    | A    | 1T   | A    | A    | A    | A    | A    | A    |